# Јелена Мијић
Јелена Мијић (1989, Нови Сад) је мултимедијална уметница и културна радница која живи и ради у Београду и Буковцу (Нови Сад). Завршила је основне и мастер студије сликарства на Факултету ликовних уметности у Београду.  Ради у различитим медијумима, од сликарства и фотографије, преко видеа, до мултимедијалних инсталација. Највише је занимају теме случајности, игре и грешке у уметности, партиципативност публике и случајних пролазника, ауторства и ауторитета уметникове личности, као и односа теорије уметности и уметничког делања. Имала је неколико самосталних изложби и излагала на неколицини групних у земљи и иностранству. Чланица је уметничког фотографског колектива Belgrade Raw. Излагала је на више самосталних и групних изложби у земљи и иностранству. Добитница је награде “Димитрије Башићевић Мангелос” која се додељује младим визуелним уметницима за 2017. годину.

## О животу и раду
Јелена је рођена 1989. године у Новом Саду, а одрастала је у селу Буковац у близини Новог Сада. Завршила је основне студије сликарства на Факултету ликовних уметности у Београду (2012/2013.) Наредне године (2013/2014.) била је гостујућа студенткиња на летњем семестру на Freie Kunst на класи професора Jean Мarc Bustamantea (Akademie der Bildenden Künste) у Минхену у Немачкој. Након тога завршила је мастер студије сликарства на Факултету ликовних уметности у Београду (2014/2015). Од 2013. године део је организационог тима МултиМадеира интернационалног резиденцијалног програма, који се дешава на португалском острву Мадеири. Била је део тима који је 2016. године основао Оставинску галерију која је део независног културног центра Магацин у Краљевића Марка. Од 2017. до 2022. године била је део уредничке редакције радио емисије Сценирање, која се бави уметничком и културном сценом у Србији.  Алумнисткиња је RU unlimited у Њујорку, као и Sound development city уметничке експедиције. Сарадница на истраживачком пројекту РЕКС ПРЕПА(Р)КИНГ (25 година КЦ Рекс). Сарадница је Ремонт НУА од 2020. године.

## Радови (избор)
- 2023 - Најбоља слика[11][12]
- 2021 - Јелина посла [13][14]
- 2017 - Велика изложба слика[15], поднаслов Како ме је Њујорк вратио у сликарство[16]